# 慈母鸟属
慈母鸟属（学名：Avimaia）为蜥臀目的一个属。該属已灭绝。該屬生活在大约1.15亿年前的中国西北地区。目前已知的該屬唯一物种是A. schweitzerae。

## 下属物种
本属包括以下物种：
- Avimaia schweitzerae Bailleul, O’Connor, Zhang, Li, Wang, Lamanna, Zhu & Zhou, 2019[4]